# Wilma Lidén
Anna Wilma Lidén, född 13 februari 2002, är en svensk skådespelare och artist. Hon är uppväxt i Järfälla norr om Stockholm.

## Filmografi
- 2012 – Varma Mackor (kortfilm)
- 2014 – Sömnpojken (kortfilm)
- 2014 – Bury Me in the Backyard (kortfilm)
- 2014–2017 – Torpederna (TV-serie)
- 2017 – Gåsmamman (TV-serie)
- 2017 – Hassel (TV-serie)
- 2018 – Morden i Sandhamn (TV-serie)
- 2018 – Maria Wern (TV-serie)
- 2018 – Storm på Lugna gatan (TV-serie)
- 2019 – Heder (TV-serie)
- 2021 – Sjölyckan (TV-serie)
- 2021 – Zebrarummet (TV-serie)
- 2023 – Karusell
- 2023 – Ruset (TV-serie)